# Émile Gebhart
Émile Gebhart (19. července 1839 Nancy – 22. dubna 1908 Paříž) byl francouzský pedagog, spisovatel, romanista, kulturní historik a člen Francouzské akademie.

## Život
Byl prasynovcem generála Antoine Drouota (1774–1847).
Émile Gebhart dokončil svá studia na lycée v Nancy a byl přijat na École Française v Aténách (1861–1863). Po návratu do Francie, byl poslán jako středoškolský učitel na lycée v Nice (1863–1866) a poté byl jmenován profesorem zahraniční literatury na univerzitě v Nancy. V letech 1880 až 1904 se stal profesorem na katedře jihoevropské literatury na Sorbonně.
V roce 1895 byl zvolen do Académie des sciences morales et politiques, v roce 1904 do Académie française. Za své náboženské a vlastenecké ideály byl napadán radikály. Jeho oblíbenými náměty byla řecká antika a italská renesance. Jeho styl byl jasný, i když občas lehce sarkastický.
Každé léto po pětadvacet let trávil tři měsíce v Itálii, navštívil Řím, Milán, Florencii, Benátky, sháněl knihy v knihovnách, pobýval v klášterech, mluvil s mnichy a sbíral populární legendy.

## Dílo
- Praxitèle. Essai sur l’histoire de l’art et du génie grecs depuis l’époque de Périclès jusqu’à celle d’Alexandre, Paris 1864
- De l'esprit artiste et de l'esprit humoriste. Discours d'ouverture du cours de littérature étrangère, Nancy 1866
- Le XVIIIe siècle anglais et le XVIIIe siècle français. Discours d'ouverture du cours de littérature étrangère à la Faculté de Nancy, Nancy 1868
- De l'Italie. Essais de critique et d’histoire, Paris 1876
- Rabelais, la Renaissance et la Réforme, Paris 1877
- Les origines de la Renaissance en Italie, Paris 1879
- Études méridionales. La Renaissance italienne et la philosophie de l'histoire. Machiavel. Fra Salimbene. Le Roman de don Quichotte. La Fontaine. Le Palais pontifical, Paris 1887
- La Renaissance italienne et la philosophie de l’histoire Machiavel. Fra Salimbene. Le roman de Don Quichotte. La Fontaine. Le Palais pontifical. Les Cenci, Paris 1887
- L'Italie mystique. Histoire de la Renaissance religieuse au Moyen Âge, Paris 1890
- Autour d'une tiare, Paris 1894
- Rabelais, Paris 1895
- Moines et papes. Essais de psychologie historique. Un moine de l'an 1000. Sainte Catherine de Sienne. Les Borgia. Le dernier pape roi, Paris 1896
- Au Son des cloches. Contes et légendes, Paris 1898
- Le Baccalauréat et les études classiques, Paris 1899
- Conteurs florentins du Moyen Age, Paris 1901
- D'Ulysse à Panurge. Contes héroï-comiques, Paris 1902
- Florence, Paris 1906
- Sandro Botticelli et son époque, Paris 1907
- Michel-Ange. Sculpteur et peintre, Paris 1908
- La Vieille Eglise, Paris 1910
- De Panurge à Sancho Pança. Mélanges de littérature européenne, Paris 1911
- Les Jardins de l'histoire, Paris 1911
- Souvenirs d'un vieil Athénien, Paris 1911
- Contes et fantaisies, Paris 1912
- Petits mémoires, Paris 1912
- Les Siècles de bronze, Paris 1913
- L'Age d'or, Paris 1914
- Le Mariage de Panurge, Paris 1928

### V češtině
- Jidášova poslední noc – přeložil R. Javorský; in: 1000 nejkrásnějších novel... č. 23. Praha: J. R. Vilímek, 1912